# La fuga de Mr. Monde
La fuga de Mr. Monde (en francés: La fuite de Monsieur Monde) es una novela del escritor belga Georges Simenon. Fue terminada el 1 de abril de 1944 en Saint-Mesmin-le-Vieux y publicada en abril del año siguiente por la editorial parisina La jeune Parque.
Monsieur Monde, el personaje principal de la obra, deja su empresa, su familia y toda su vida en París el día de su cumpleaños. Su fuga lo lleva al sur, a la Costa Azul. Allí vive una vida sencilla y sin rumbo bajo otro nombre, al lado de una joven artista hasta que se reencuentra con una mujer de su pasado. El libro se considera una de las novelas "non Maigret" más conocidas de Simenon.

## Argumento
Norbert Monde es un hombre de negocios y propietario de una empresa parisina de comercio de comisiones y exportación, a la que ha sacado con mucho trabajo y escrupulosidad de la ruina en la que casi la habían sumido su tranquilo padre y sus amantes. Pero Monde no está contento. Su primera esposa lo dejó sin dejar rastro un día, su segunda esposa es fría e insensible y no tiene contacto cercano con sus hijos. Monde sufre el peso de su trabajo, lo oprime un vago sentimiento de vergüenza y anhela dar el paso que no se atrevió a dar a los 18 años: simplemente alejarse y dejar su vida atrás.
El día de su cumpleaños número 48 Monde sale de casa como siempre. Pero cuando ni su familia ni sus empleados conmemoran su día especial, pone en práctica su ansiada fuga. Retira 300.000 francos de su cuenta y viaja en tren a Marsella. Se deshace de su antigua identidad: se afeita el bigote, viste mal y desde entonces se hace llamar Désiré Clouet, por el nombre aleatorio que aparece en un cartel publicitario. Monde busca esa medianía y ese aburrimiento que le permite vivir plenamente el presente. Cuando llega al mar, llora exhausto y siente por primera vez cómo deja atrás toda carga y deber. Incluso cuando le roban el dinero, se siente casi liberado porque recién ahora se han roto los vínculos con su vida anterior.
Una noche, en el hotel de tercera clase donde se alojaba, Monde escucha una discusión  pareja en la habitación de al lado. Cuando interviene, consigue frustrar el intento de suicidio de una joven llamada Julie, que ha tomado una sobredosis de somníferos tras ser abandonada por su amante. A partir de ahora él permanece a su lado como protector y viajan a Niza. En el restaurante "Mónico", donde ella trabaja como animadora, él consigue un trabajo como gerente, donde su labor consiste principalmente en vigilar a los huéspedes y al personal a través de una mirilla.
Un día vuelve a ver a su primera esposa Thérèse en este restaurante. Se ha convertido en la dama de compañía de una rica mujer estadounidense a la que se conoce sólo como “emperatriz” desde su matrimonio con una príncipe ruso. Cuando la "emperatriz" muere de una sobredosis de morfina después de una visita a “Monico”, Thérèse se encuentra sin un centavo en la calle de un día para otro. Monde la busca y, aunque los cónyuges no quieren recuperar su antigua familiaridad, él la ayuda y le consigue drogas, ya que ella es también adicta a la morfina. Al final, su responsabilidad hacia Thérèse le obliga a dejar a Julie y regresar a París con su primera esposa para permitirle recibir atención médica de un médico amigo.
Tan repentinamente como dejó su vida en París hace tres meses, ahora regresa. No da explicaciones y, a primera vista, nada parece haber cambiado. Pero lo que ha cambiado es Monsieur Monde, cuya vida ya no está oscurecida por las sombras. Se encuentra con la mirada de todos sin vergüenza ni timidez, con profunda calma y compostura fría.

## Trasfondo
El biógrafo de Simenon, Fenton Bresler, atribuyó la serenidad y la sensación de liberación que Monsieur Monde siente al final de la novela a la propia situación de Simenon: el escritor, que pasó los años de la Segunda Guerra Mundial aislado en el oeste francés, había sido informado por un médico en el otoño de 1940 en Fontenay-le-Comte que padecía de angina de pecho y sólo le quedarían uno o dos años de vida si se abstenía de comer en exceso, de beber alcohol y de tener relaciones sexuales. En los meses siguientes, consternado, Simenon centró toda su atención en escribir sus memorias, que luego fueron publicadas en forma revisada como novela: Pedigree. Sólo cuatro años después recibió el visto bueno de los especialistas parisinos: ya no tenía que vivir con el miedo a una muerte prematura. La primera edición de La fuga de Mr. Monde se presentó con una dedicatoria a los médicos de París: “Para el profesor Lian y el profesor Griore y el Dr. Erlau  en memoria de febrero de 1944!”
Para Patrick Marnham, la novela también reveló el "estado interior de Simenon después de cuatro años de ocupación alemana y una vida emocional inadecuada". Detrás de la huida de Monsieur Monde al Mediterráneo estaba el anhelo de Simenon por la isla de Porquerolles, que permanecía fuera de su alcance en la Francia dividida del régimen de Vichy. El hecho de que Monsieur Monde “ya haya llegado a la empinada pendiente de la vida” refleja también la condición del autor, que en el momento de escribir este artículo tenía 41 años. En una carta a André Gide, Simenon describe: “Después de terminar la novela La fuga de Mr. Mondee, que se publicará dentro de tres semanas, a finales de marzo de este año, tuve la impresión, y la tengo todavía, de que una parte de mi vida terminó y comenzó una nueva”. De hecho, el prolífico escritor Simenon no escribió un nuevo libro durante todo un año después de terminar la novela, lo que también se debió a las circunstancias externas del fin de la guerra.

## Estilo
Stanley G. Eskin evaluó que el lenguaje en la novela "es mucho más artístico y completo que el estilo 'escaso' que Simenon prefiere". La novela contiene frases inusualmente ricas en imágenes y escenas marinas detalladas que, al igual que Las vacaciones de Monsieur Mahé, corresponden a una escapada de los confines de la vida cotidiana. Desde el principio, Madame Monde se presenta a través de una serie de metáforas en las que se comparan sus dedos con el ébano o el pico de un ave rapaz. Sin embargo, Franz Schuh destacó los puntos débiles de “la escritura realista, que, para crear la impresión de realidad, utiliza frases como: '¡Señor camarero...! Por favor, tráeme una copa nueva, se me cayó un trozo de langosta en el vino...'" 

## Interpretación
Monsieur Monde, cuyo nombre se traduce como "Mr. Mundo", fue interpretado por muchos críticos como un hombre común y corriente francés. Para Charles Taylor, el nombre tiene ecos de provincianismo crudo y cosmopolitismo insulso, que perfilaban perfectamente a los antihéroes de Simenon. Según Franz Schuh, Monsieur Monde no quiere ser “dueño del mundo”, sino que anhela la vulgaridad y un nombre mediocre. Jacques Dubois vio a Monde en toda una serie de héroes de mediana edad en la obra de Simenon que rompen con la rutina diaria. Se refirió a novelas como El asesino, El hombre que vigilaba los trenes, El alcalde de Furnes o Malétras hace balance. Anne Richter también vio la novela, con sus temas de escape hacia un futuro mejor y el viaje hacia uno mismo, como un símbolo de toda la obra de Simenon.
Para Lucille F. Becker, la serenidad de Monde proviene en última instancia de aceptar su humanidad. La compasión por su primera esposa le muestra que no se puede dejar de lado el pasado. Aunque durante un tiempo vivió tan desapegado y despreocupado como las personas a las que había envidiado toda su vida, al final se dio cuenta de que tenía que seguir adelante con ella. Sólo después de haberse mirado directamente a los ojos podrá aceptar sus limitaciones e insuficiencias y soportarlas con tranquilidad en el futuro. Sin embargo, el cambio que se ha producido en él no se puede comunicar a nadie, porque se basa en una experiencia que cada persona tiene que vivir por sí misma. Para Franz Schuh, Monde experimenta un momento de iluminación en el que “ve a través de su forma de ser humano, sus esfuerzos y relajaciones, sus luchas y excitaciones, y se vuelve libre para afrontarlos 
Muy diferente de la mayoría de los intérpretes que ven a un Monde maduro y liberado al final de la novela -como lo hizo la editorial Diogenes cuando la anunció como una "novela alegre y conciliadora sobre un nuevo comienzo en la mitad de la vida"- Stanley G. Eskin considera que Monde revela su verdadera identidad durante su fuga, pero la pierde nuevamente cuando regresa. Al final, hay una profunda resignación en la mirada de Monde, donde Eskin se refiere a la costumbre de Simenon de buscar signos de desesperación tácita en los ojos de sus amigos aparentemente alegres, para buscar una mirada exactamente igual a la de Monsieur Monde.

## Recepción
Según Fenton Bresler, La fuga de Monsieur Monde es una de las obras más exitosas y al mismo tiempo una de sus obras más características de Simenon. Para John Banville, el motivo de escapar de los enredos de la vida hacia el anonimato era un tema obsesivamente recurrente en la obra de Simenon, que nunca fue tratado de manera tan limpia y convincente como en La fuga de Monsieur Monde. Patrick Marnham consideró la novela como una de las mejores obras de Simenon y la llamó "su mejor novela de tiempos de guerra". La autora francesa Colette le escribió al autor:  la profunda tristeza de tu héroe me conmovió mucho”.
Franz Schuh describió la fascinación por la transformación de Monde, pero también destacó las debilidades estilísticas del realismo de Simenon. Newgate Callender critica la impaciencia del autor al tratar con su héroe: "En lugar de dejar que Monde se desarrolle de forma natural e instintiva, lo empuja como a una pieza de ajedrez ". Para Charles Taylor, la novela de Simenon es sencilla, tensa y despiadada, y evita todas las convenciones de género hacia las que parece dirigirse.
La revista francesa L'Express clasificó a La fuga de Mr. Monde en cuarto lugar en una bibliografía ideal de las obras de Georges Simenon en 2003, describiendo la novela como inspirada en su estructura en  el drama griego.

## Adaptación
- En 2004, Claude Goretta filmó la novela como una producción televisiva suizo-francesa. El papel principal lo interpretó Bernard Le Coq.[17]